# Лосмина
Лосми́на (также известна как Лосми́нка) — река в Сычёвском районе Смоленской области России. Левый приток Вазузы.
Длина реки — 49 км, площадь водосборного бассейна — 421 км². Исток восточнее деревни Ширяево Сычёвского района неподалёку от истока Днепра. Направление течения: восток, потом северо-восток. Впадает в Вазузу в 6 км ниже Сычёвки. Притоки: Яблоня, Яблонька (левые).